# St. Georg (Gödewitz)

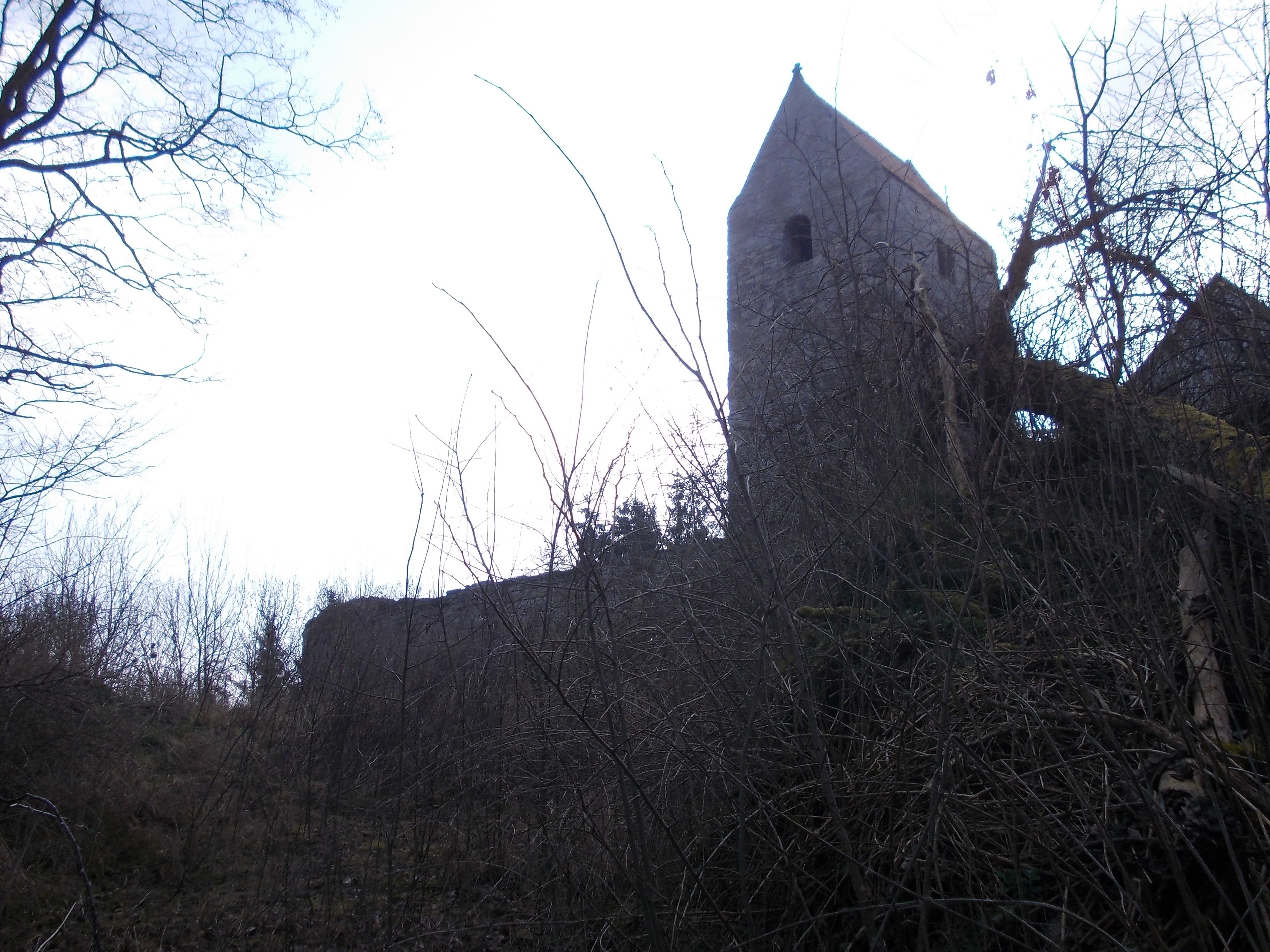
St. Georg in Gödewitz

St. Georg ist eine denkmalgeschützte Kirchenruine im Ort Gödewitz der Einheitsgemeinde Salzatal in Sachsen-Anhalt. Im örtlichen Denkmalverzeichnis ist sie unter der Erfassungsnummer 094 55318 als Baudenkmal verzeichnet.
Das dem heiligen Georg geweihte Sakralgebäude steht am Schäferberg in Gödewitz. Aufgrund des Westquerturms wird der romanische Bau auf das Hochmittelalter datiert. Im Spätmittelalter wurde das Gebäude um einen Anbau erweitert und umgebaut. Nach dem Dreißigjährigen Krieg wurde das Gebäude wieder aufgebaut. Aufgrund des Verfalles musste vor einigen Jahren das Dach der Kirche abgenommen werden.